# بتی نانسن
بتی نانسن (انگلیسی: Betty Nansen؛ ۱۹ مارس ۱۸۷۳ – ۱۵ مارس ۱۹۴۳) بازیگر و کارگردان تئاترِ اهل دانمارک بود.
از فیلم‌ها یا برنامه‌های تلویزیونی که وی در آن نقش داشته است می‌توان به آنا کارنینا اشاره کرد.